# San Zenone al Po
San Zenone al Po – miejscowość i gmina we Włoszech, w regionie Lombardia, w prowincji Pawia.
Według danych na rok 2004 gminę zamieszkuje 518 osób, 86,3 os./km².